# 3 جمادى الآخرة
- السبت
- الأحد
- الاثنين
- الثلاثاء
- الأربعاء
- الخميس
- الجمعة

- 2830 نوفمبر 2024
- 291 ديسمبر 2024
- 12 ديسمبر 2024
- 23 ديسمبر 2024
- 34 ديسمبر 2024
- 45 ديسمبر 2024
- 56 ديسمبر 2024
- 67 ديسمبر 2024
- 78 ديسمبر 2024
- 89 ديسمبر 2024
- 910 ديسمبر 2024
- 1011 ديسمبر 2024
- 1112 ديسمبر 2024
- 1213 ديسمبر 2024
- 1314 ديسمبر 2024
- 1415 ديسمبر 2024
- 1516 ديسمبر 2024
- 1617 ديسمبر 2024
- 1718 ديسمبر 2024
- 1819 ديسمبر 2024
- 1920 ديسمبر 2024
- 2021 ديسمبر 2024
- 2122 ديسمبر 2024
- 2223 ديسمبر 2024
- 2324 ديسمبر 2024
- 2425 ديسمبر 2024
- 2526 ديسمبر 2024
- 2627 ديسمبر 2024
- 2728 ديسمبر 2024
- 2829 ديسمبر 2024
- 2930 ديسمبر 2024
- 3031 ديسمبر 2024
- 11 يناير 2025
- 22 يناير 2025
- 33 يناير 2025

3 جُمادى الآخرة أو 3 جُمادی‌ الثانية أو يوم 3 \ 6 (اليوم الثالث من الشهر السادس) هو اليوم الحادي والخمسون بعد المائة (151) من أيَّام السنة (أو الثاني والخمسون بعد المائة لو كان شهر ربيع الآخر مُتممًا لليوم الثلاثين أو الثالث والخمسون بعد المائة لو أتم كلاً من صفر وربيع الآخر ثلاثين يوماً) وفق التقويم الهجري القمري (العربي). يبقى بعده 203 أو 204 يومًا لانتهاء السنة.

## أحداث
- 1339 هـ - صدور جريدة النديم الهزلية التونسية التي تعد أهم الصحف الهزلية في تونس لشعبيتها منقطعة النظير.
- 1364 هـ - صدور مجلة «الفجر الجديد» في مصر، وهي مجلة ماركسية، كانت تصدر نصف شهرية، ثم أصبحت أسبوعية، وشارك فيها عدد من الأدباء مثل عبد الرحمن الشرقاوي، ونعمان عاشور، وعلي الراعي.
- 1367 هـ - وقوع مجزرة قرية قالوينا التي تبعد 7 كيلومترات عن القدس. وقد هاجمتها قوة من البالماخ الإرهابية التابعة لمنظمة الهاجاناه، فنسفت عددًا من بيوتها، وقتل جرَّاء ذلك 14 شخصًا على الأقل.
- 1382 هـ - صدور أول دستور في الجمهورية العربية اليمنية، وانتخاب عبد الله السلال رئيسًا للجمهورية.
- 1386 هـ - بدء تداول عملة ريال قطر ودبي في كل من الإمارتين.
- 1396 هـ - مصر تطلب من جامعة الدول العربية قبول منظمة التحرير الفلسطينية كعضو كامل بالجامعة.
- 1404 هـ - مجلس النواب اللبناني يسقط اتفاقية السلام مع إسرائيل المعروفة باسم معاهدة 17 أيار.
- 1425 هـ - الجمعية العامة للأمم المتحدة تتبنى وبأغلبية ساحقة قرارا يطالب إسرائيل بتفكيك معظم أجزاء الجدار العازل الذي أنشأته في الضفة الغربية.
- 1431 هـ - إبرام اتفاقية بين البرازيل وتركيا وإيران بشأن تخفيف إنتاج الوقود النووي، الأمر الذي هدف إلى تخفيف حدة المخاوف الدولية من برنامج إيران النووي.
- 1437 هـ - حكومة الوفاق الوطني الليبية تبدأ عملها في تونس العاصمة برئاسة فايز السراج.
- 1439 هـ - سقوط طائرة إيرانية يسفر عن مقتل جميع ركابها البالغ عددهم 59، بالإضافة إلى مصرع ستة من طاقمها قرب مدينة ياسوج.
- 1441 هـ -
  - أمير قطر الشيخ تميم بن حمد يقبل استقالة رئيس الوزراء عبد الله بن ناصر، ويُعين خالد بن خليفة خلفًا له ووزيرًا للداخلية.
  - الرئيس الأمريكي دونالد ترامب يُعلن في مؤتمرٍ صحفيٍّ مُشتركٍ مع رئيس الوزراء الإسرائيلي بنيامين نتنياهو، إطلاق صفقة القرن، وسط استنكاراتٍ عربيَّة وإسلاميَّة ودوليَّة.

## مواليد
- 1354 هـ - إيهاب نافع، ممثل وطيار مقاتل مصري.
- 1356 هـ - عفيف عبد الرحمن، لغوي وأكاديمي أدبي فلسطيني - أردني.
- 1361 هـ - محمد البرادعي، دبلوماسي وسياسي مصري ورئيس الوكالة الدولية للطاقة الذرية الأسبق وحاصل على جائزة نوبل للسلام.
- 1362 هـ - آمال رمزي، ممثلة مصرية.
- 1381 هـ - شوقي الماجري، مخرج تونسي.
- 1385 هـ - عبد الله العامر، ممثل ومنتج ومؤلف سعودي.
- 1397 هـ - قصي خضر، مغني سعودي.
- 1398 هـ - سلمى بناني، زوجة ملك المغرب محمد السادس.
- 1399 هـ - علي سكر، ممثل سوري.
- 1405 هـ - أحمد مبارك، لاعب كرة قدم عُماني.

## وفيات
- 11 هـ - فاطمة الزهراء، ابنة نبي الإسلام محمد (بحسب المشهور عند الشيعة).
- 211 هـ أو 213 هـ - أبو العتاهية الشاعر.
- 1062 هـ - محمد بن عبد الله معن الأندلسي، عالم وفقيه مغربي.
- 1371 هـ - عزيزة أمير، ممثلة مصرية.
- 1382 هـ - لويس ماسينيون، مستشرق فرنسي.
- 1389 هـ -
  - أحمد معروف عبد الرزاق، كاتب ومؤلف عراقي.
  - عمار بن لزعر، فقيه ومدرس جزائري.
- 1401 هـ - ناهد شريف، ممثلة مصرية.
- 1406 هـ - عزيزة هارون، شاعر سورية.
- 1408 هـ - أحمد عبد الستار الجواري، عالم لغوي عراقي وعضو المجامع اللغوية في بغداد ودمشق وعمان والقاهرة.
- 1429 هـ - مصطفى خليل، رئيس وزراء مصر.
- 1430 هـ - عمو بابا، لاعب ومدرب كرة قدم عراقي.
- 1443 هـ - مها أبو عوف، ممثلة مصرية.

## وصلات خارجية
- موقع قصة الإسلام: حدث في شهر جُمادى الآخرة.